# Tboung Khmum
Tboung Khmum es uno de los 16 distritos que forman la provincia camboyana de Tboung Khmum, con una población estimada en marzo de 2008 de 180 041 habitantes. Está dividido en las siguientes  comunas (khum), que se muestran asimismo con población estimada de 2008:
- Anhchaeum 12,198
- Boeng Pruol 6,132
- Chikor 11,082
- Chirou Muoy 5,324
- Chirou Pir 13,925
- Chob 19,273
- Kor 14,835
- Lngieng 6,022
- Moung Riev 8,245
- Peam Chileang 8,079
- Roka Po Pram 30,104
- Sralab 17,125
- Thma Pechr 14,507
- Tonle Bet 13,190[1]